# CL-X919
CL-X919（シーエル エックス キュウイチキュウ）は1989年（平成元年）にパイオニアのホームAV機器機器事業部が開発・発売したAV対応ミニコンポの1種である。CL-X919は各機器を組み合わせた際の型番および製品名である。各構成ユニットの組み合わせによってはVSX-X9、VSX-X7等と称される場合もある。

## 概要
アナログレコードが普及していた当時、一般的なレコードプレーヤー単体の製品とは一線を画した高機能なシステムコンポーネント(システムコンポと通称される、現在一般的となったミニコンポの前身)が人気を集めていた。
システムコンポはオーディオコンポまたは単にコンポとも呼ばれ、一般的にはターンテーブル、AMおよびFMラジオチューナ、アンプ、カセットテープレコーダ等、複数のメディアが扱える固定式のオーディオシステムの総称である。
中にはスピーカー部分以外の全てが一体化しているものも多いが、一部製品や高級オーディオと称される製品の大部分は、各ユニットが独立し、個別にも使用する事ができるようになっていた。
VSX-X9は、そうしたAV対応ミニコンポの黎明期に開発、販売されたミニコンポの一種である。
扱えるメディアも当時の製品の中では群を抜いて多く、当時、人気を博していた同社のミニコンポであるPrivate(プライベート)シリーズを基にAV対応ミニコンポにアレンジされた。
Privateも、いわゆる何でも入りコンポと通称されたミニコンポに類する製品ではあったが、CL-X919またはCL-X717はその上位機種にあたり、愛称は WAVE(ウエーブ) と称する。
WAVEシリーズとしては2種類が発売され、片方は高機能なCL-X919、もう片方は廉価版のCL-X717である。
当時レーザーディスクとVHSビデオ、レコードの全てが扱えるシステムコンポは他に類を見ず、同社はこれを総合AVシステムと位置付けていた。
とりわけCL-X919はオーディオマニアに人気が高く、現在でも古い製品でありながら各構成ユニットが全て揃っていれば高値で取引される場合も少なくない。メインユニットとなるVSX-X919やLDプレーヤーであるCLD-X919等の一部製品は単独でも販売されたため、CL-X919、またはCL-X717として普及した数はごく僅かである。
オプションとしてボディソニックシステムの設定もあった。

## 特徴
CL-X919は当時、一般的だった音楽媒体であるカセットテープ、レコードをはじめ、CDやレーザーディスクも扱える上、VHSビデオにも対応する非常に多機能なシステムコンポであった。
各ユニットは独立でき、構成ユニットにはイコライザやマイクミキシングアンプ、スーパーウーファー等も含まれる。
アンプにはAM、FMラジオチューナをはじめ、地上波テレビチューナ、AVセレクター、エンハンサ、サラウンドシステム等が搭載され、接続された各ユニットを1つのリモコンで全て操作する事ができる。
それぞれのユニットはフロントパネルの横サイズおよびデザインが一貫して統一されており、スーパーウーファ以外のユニットを全て縦に重ねて違和感無く設置する事ができる。

## X919およびX717の相違点
基本的にメインユニットとなるアンプユニット部分とスピーカーが異なるのみで、他はほぼ同一である。X919には2画面地上波テレビチューナーやピクチャーコントロール機能が追加されている。メインユニットにVSX-X919を含むシステムをCL-X9、VSX-X717を含むシステムをCL-X717としている。それぞれ異なるリモコンが付属し、CL-X919には赤外線学習機能が追加されている。

## 構成ユニット
- VSX-X919 - コンポーネントシステムの中核となるメインユニット。プリメインアンプとしての機能以外にAM、FMラジオ、AVセレクター、地上波テレビチューナ、エンハンサ、ドルビーサラウンド対応サラウンドアンプ、赤外線受光部等が含まれる。
- CT-X717WR - Wカセットテープデッキ。当時人気だったWリバース・W録再仕様でドルビーノイズリダクション（ドルビーBタイプ/ドルビーCタイプ）、ドルビーHX PROなどに対応し、独立した録音レベルインジケータも搭載する。ノーマルポジション（TYPE I・Normal）用、およびハイ（クロム）ポジション（TYPE II・CrO2）用カセットテープの録再に対応するがメタルポジション（TYPE IV・Metal）用カセットテープは再生のみ対応する。
- MA-X9 - マイクミキシングアンプ。ステレオのLチャンネルとRチャンネルの和差を取り出す事で擬似的にカラオケを作り出す機能や、デジタルエコー、デジタルキーコントロール機能も搭載している。8トラックテープのキーコントロール等はスピード可変型である場合が多いが、MA-X9は音源ソースがCDでもレコードでもキーの変更が可能となっている。
- GR-X717 - グラフィック(パラメトリック)イコライザ。反転、ピークホールド、アナライザといった一連の機能を持つ、フルデジタル方式のイコライザである。
- VH-X9 - 4ヘッドを搭載したVHS Hi-Fiビデオデッキ。パイオニアが発売したVHSビデオデッキとしては唯一の製品である。単独でも使用可能だがメインユニットのリモコンからも制御できる。ただしS-VHS簡易再生機能（SQPB）には非対応。
- CLD-X919 - レーザーディスクプレーヤ。既存のフルサイズ級かつ最廉価クラスのコンパチブルLDプレーヤーのCLD-100を基にサイズを凝縮。CDやCD-Video、LD、LD-Videoといった各光学メディアに対応する。フロントローディング方式。
- PL-Z92 - フルオートマチックターンテーブル。
- IS-V22 - スーパーウーファー（サブウーファー）。最大出力は50Wである。

## 注
1. ↑  後のパイオニアホームエレクトロニクス → オンキヨー&パイオニア → オンキヨーホームエンターテイメント → オンキヨーテクノロジー/ティアック → プレミアムオーディオカンパニーテクノロジーセンター/ティアック